# Kyle Maxwell
Kyle Maxwell (ur. 1 grudnia 1990) – barbadoski judoka. Olimpijczyk z Londynu 2012, gdzie zajął szesnaste miejsce w wadze lekkiej.
Uczestnik mistrzostw świata w 2009, 2010 i 2011. Startował w Pucharze Świata w 2011. Trzeci na mistrzostwach Karaibskich w 2011 roku.
Chorąży reprezentacji na ceremonii zamknięcia na igrzyskach w 2012 roku. 

## Letnie Igrzyska Olimpijskie 2012
| Konkurencja | Eliminacje          | Klas. końcowa |
| Konkurencja | Przeciwnik I        | Miejsce       |
| ----------- | ------------------- | ------------- |
| 73 kg       | Riki Nakaya (JPN) P | 16.           |